# Castelo de Montclar

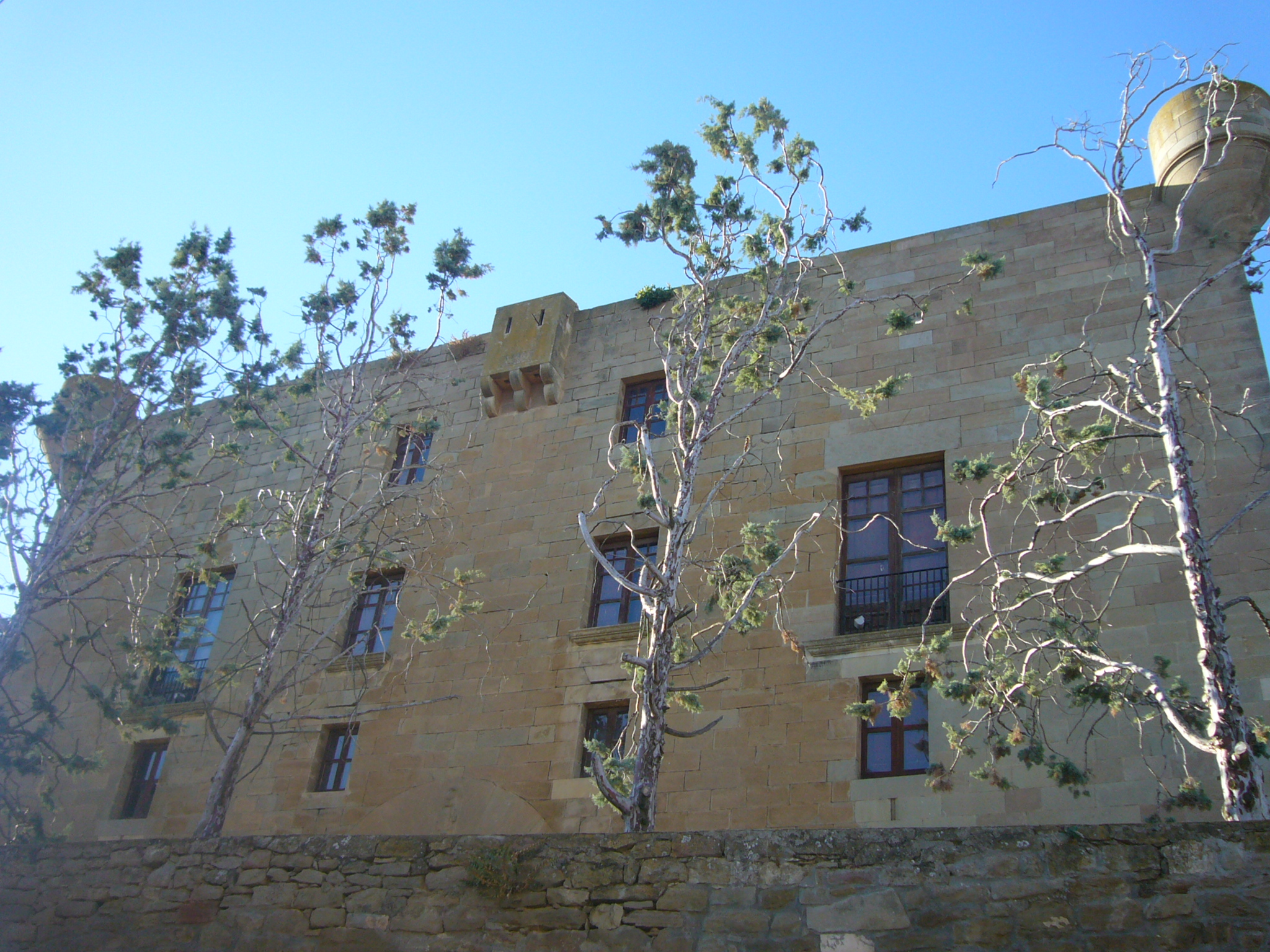
Castelo Montclar d'Urgell. Muro sul com a entrada principal.

O Castelo de Montclar é uma fortaleza da cidade de Montclar d'Urgell, na Catalunha, declarada monumento artístico histórico de interesse nacional em 1979. Está estrategicamente localizado num dos pontos mais altos da serra de Montclar. Foi construído sobre as ruínas de uma antiga torre romana e foi reformado no século XVII com uma arquitectura do Renascimento catalão.